# Itchen Abbas
Itchen Abbas – wieś w Anglii, w hrabstwie Hampshire, w dystrykcie Winchester, w civil parish Itchen Valley, położona nad rzeką Itchen, na skraju parku narodowego South Downs. Leży 11 km na wschód od miasta Winchester i 90 km na południowy zachód od Londynu. Miejscowość liczy 450 mieszkańców.